# Aramejský Otčenáš
Aramejský Otčenáš je označení pro původní aramejskou verzi modlitby, kterou pronesl Ježíš z Nazareta ve své promluvě na hoře (známé jako kázání na hoře v Matoušově evangeliu). V pozdějších překladech z překladů z něj vzešel také po staletí prakticky standardizovaný církevní Otčenáš, nicméně v moderní době je snaha o jeho neortodoxní znovupřeložení přímo ze zdrojové aramejštiny, kterou mluvil sám Ježíš, a to jak po jazykové, tak především po významové stránce. Přeneseně je označení Aramejský Otčenáš používáno právě pro snahu o převedení významu originálního aramejského textu do konkrétního jazyka, v případě České republiky a obecně českých mluvčích do češtiny.

## Autenticita aramejského Otčenáše
Aramejský Otčenáš není původním textem. Jedná se o moderní inovaci Neila Douglase-Klotze. Ve své knize Aramejský Otčenáš vysvětluje proces vzniku aramejského textu. Ve skutečnosti žádný původní text Otčenáše v aramejštině není znám. Zatímco Ježíš a jeho učedníci mluvili aramejsky, jazykem Nového zákona je řečtina, která byla v té době běžným jazykem v oblasti východního Středomoří. Autoři Nového zákona pravděpodobně psali řecky, protože to byl jazyk, kterému publikum, které se snažili oslovit, nejčastěji rozumělo. Některé části Nového zákona, například Ježíšova slova zaznamenaná v evangeliích, mohly být původně namluveny v aramejštině a poté přeloženy do řečtiny. Nový Zákon v dnešní podobě je však řeckým textem a žádná verze původního aramejského Otčenáše není známa.

## Text Aramejského Otčenáše
| Fonetický přepis aramejského originálu Abvún d-bá-šmája Netkádaš šmach Tejtej malkutach Nechwej c´vjánach ajkána d-ba-šmája af b-árha. Hav lan lachma d-sunkanán jaomána. Wa-š´bok lán chaubéjn (w-achtachejn) ajkána d-af ch´nán švokn l-chaj´bejn. We-la tachlán le-nesjúna Ela pacan min biša. Metol d´lache malkuta wa-chajlá wa-tešbuchta l´alám almín. Amén. | Jeden z možných lingvistických překladů dle jazykovědce Neila Douglase-Klotze Ty zářící, je(n)ž svítíš uvnitř nás a vně — i tma svítí — když se rozpomeneme. Naslouchej jednomu Zvuku, jenž stvořil všechny ostatní. Tak bude Jméno posvěceno v tichu. Tvá vláda vytryskne, až se naše paže rozpřáhnou a obejmou všechno stvoření. Sjednoť zástupy v nás ve vizi horoucího cíle: spojení formy a světla. Pomoz nám naplnit kruh našich životů, každým dnem prosíme: ani více, ani méně. Vstřebej naše zmařené naděje a sny tak, jako je u jiných objímáme prázdnotou. Nepodvedeným vnějším ani vnitřním — dej nám volnost jít po Tvé cestě s radostí. Z Tebe ten plamen budící úžas, ta sláva rození, vracející světlo a zvuk do kosmu zpět... Amen. | Významový překlad Jana Konfršta „Pane můj, v mém srdci žijící a zářící, buď vždy vítán ve svém jménu v chrámu mé duše a Tvém Království. Tvá vůle je i mou, já našel v sobě Tvoji lásku a dělím se tak s Tebou o denní chléb. A s každým úderem srdce hledám lásku i v očích bližních svých. A dopřej svobody zraku mému, abych Cestu do Tvé náruče viděl jasně ozářenou. Vždyť vím, v Tvém Království je místa pro všechny, Ty jsi můj život i má láska a provždy. Amen.“ |

#### Zvukové záznamy
- Aramejský Otčenáš, meditace na Ježíšova slova. Ukázka z audioknihy (vydáno v nakladatelství DharmaGaia).
- Aramejský Otčenáš, aramejsky a významový překlad Jana Konfršta - přednes: Alfred Strejček; česká verze podbarvena hudebně; nahrávka z Českého rozhlasu Dvojka, pořad Sváteční Dobré ráno Františka Novotného, 29.3.2024 8:38
- Vokálně-instrumentální skladba Jaroslava Krčka Aramejský Otčenáš – op. 156 (2016), inspirováno významovým překladem Jana Konfršta; YouTube kanál Jan Fila

#### Videa
- Zhudebněná verze Aramejského Otčenáše od Kateřiny Pokorné. YouTube kanál Muzikohrani, 2013; www.muzikohrani.cz.
- Realizace skladby Jaroslava Krčka Aramejský Otčenáš – op. 156 (2016), inspirované významovým překladem Jana Konfršta, hudební těleso L'Armonia Terrena, 2024; YouTube kanál L'Armonia Terrena
- Jaroslav Dušek o Aramejském Otčenáši, YouTube kanál Živůtek, 2024